# Jelena Lwowna Orlowa-Afinogenowa
Jelena Lwowna Orlowa-Afinogenowa (russisch Елена Львовна Орлова-Афиногенова; * 19. Oktober 1953 in Leningrad) ist eine russische Malerin, die sich auf Stillleben, Porträts und Genremalerei spezialisiert hat.

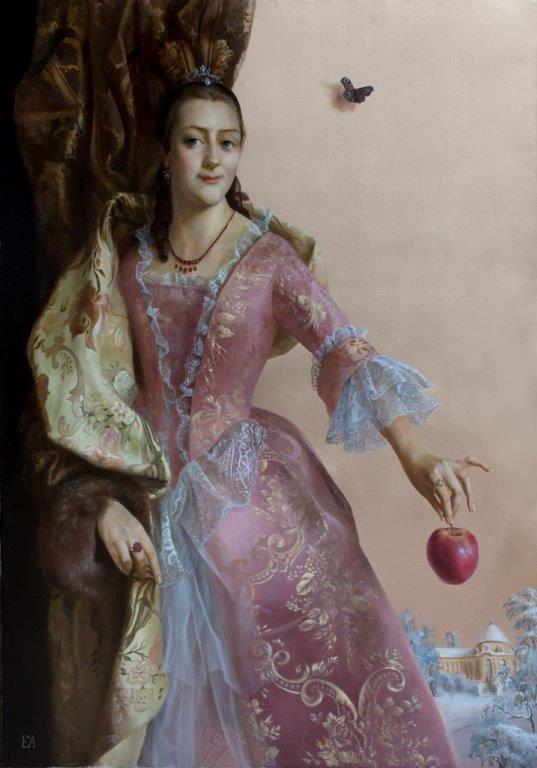
Prinzessin Fieke

## Leben
Nach dem Schulabschluss begann Orlowa-Afinogenowa ein Studium an der Ersten Staatlichen Pawlow-Medizinuniversität Leningrad. Nach einem Jahr Studium gab sie das Medizinstudium auf und bewarb sich an der Repin-Kunstakademie. Erst als sie dort einen Job als Kurier und Putzfrau annahm, durfte sie als Gasthörerin die Werkstatt von Jewsei Jewsejewitsch Moissejenko besuchen. Im dritten Jahr bekam sie einen Studienplatz an der Fakultät für Malerei, die sie erfolgreich im Jahre 1982 unter der Leitung von Moissejenko absolvierte. 1984 verließ sie Leningrad und ging nach Moskau. 1988 wurde sie Mitglied des russischen Künstlerverbandes und kehrte nach Leningrad zurück; mittlerweile wohnt und arbeitet sie in Puschkin.

## Werk
Die Malerin absolvierte ihre Ausbildung in der Werkstatt des in den Jahren 1960–1980 bedeutendsten und einflussreichsten Professors am Repin-Institut Jewsei Jewsejewitsch Moissejenko. In ihrem frühen Schaffen konnte sie es vermeiden, eine „Künstlerin der Schule Moissejenkos“ zu werden, wie es mit vielen dessen Schüler geschah, auch wenn ein gewisser Einfluss spürbar ist.
1983 nahm sie zum ersten Mal an der Ausstellung der UdSSR „Zeitgenossen“ im Zentralen Haus des Künstlers in Moskau teil.
Für das Malen von Stillleben studierte Orlowa-Afinogenowa gründlich die Ölmalerei der berühmten holländischen Meister.
Mitte der 90er Jahre erarbeitete sie sich eine neue Maltechnik. Auf einen harten Grund wird eine reliefartige Schicht Grundierung (ein Gemisch aus Gips und Leim) mit vorgefassten Konturen der späteren Bildkomposition aufgetragen und danach auf der getrockneten Grundierung die Malerei angefertigt. Diese Technik verstärkt die Räumlichkeit der Abbildung und verleiht den Bildern eine besondere dekorative Monumentalität.
1993 fand die erste Einzelausstellung der Malerin in den Räumlichkeiten des Leningrader Künstlerverbandes statt, gleich danach noch eine in den Sälen des Palastes in Pawlowsk.
Seit 1996 entstand im Laufe einer Zusammenarbeit mit dem Museum für Geschichte und Literatur in Puschkin (dem ehemaligen Zarskoje Selo „Zarendorf“) ein Zyklus monumentaler historischer Bilder in Reliefmalerei „Berühmte Persönlichkeiten von Zarskoje Selo“. Jede Komposition dieser Serie bildet eine Episode ab, die mit dem einen oder anderen regierenden Besitzer von Zarskoje Selo verbunden ist. Die Personen auf den Bildern stellen die Gründer von Zarskoje Selo, Peter I. und Ekaterina I., Kaiser Alexander I. und den Stadthauptverwalter Jakow Sacharshewski sowie die Familie des letzten russischen Kaisers Nikolaus II. dar. Sie werden in der genauen Umgebung von Zarskoje Selo in Übereinstimmung mit berühmten realen Geschichtsereignissen abgebildet. Diese historischen Rekonstruktionen sind weder eine trockene Chronik des Lebens in Zarskoje Selo, noch Heimatbilder im gewöhnlichen Sinn. Orlowa-Afinogenowa strebte vor allem danach, künstlerisch die Farbgebung der Epoche wiederzugeben und überzeugende Bilder berühmter Persönlichkeiten zu schaffen, ihr Verständnis der Charaktere zum Ausdruck zu bringen, die sich abhängig von historischen Ereignissen und persönlichen Eigenschaften der Helden herausbilden. Diese Programmkunst setzt eine lange Vorbereitungszeit für das Studium des Materials und für das tiefe Wissen der Attribute und Details der betreffenden Epoche voraus.
Parallel dazu hörte Orlowa-Afinogenowa nicht auf, sich mit Stillleben zu beschäftigen. Dieses Lieblingsgenre von ihr erreichte in den 2000er-Jahren seine Blüte. Zu den Lieblingsmotiven der Künstlerin gehören neben den Elementen, die schon immer Stillleben dargestellt werden wie Blumen in Vasen, Früchten, Büchern und Stoffdrapierungen, auch viele ungewöhnliche, exotische und die Fantasie anregende Gegenstände. In der Zeit der 2010er Jahre kamen in ihrem Schaffen neue philosophische Töne zum Vorschein. Die auf den ersten Blick unlogische Kombination der Gegenstände, die Verletzung ihres realen Maßstabs, die räumlichen Verlagerungen, die Missachtung der Gravitationsgesetze vermitteln den Bildern von Orlowa-Afinogenowa eine oberflächliche Ähnlichkeit mit Werken surrealistischer Maler, aber in ihrem Geiste ist es eine andere Malerei. Ihr fehlt das für den Surrealismus charakteristische Element der Absurdität, seine Ausrichtung auf den Ausdruck der dunklen Kehrseite des menschlichen Bewusstseins.

## Ausstellungen
- 1983–1990 – Teilnahme an Ausstellungen in Moskau und Leningrad, an regionalen und republikweiten sowie Ausstellungen in der ganzen Sowjetunion
- 1990–2010 – Teilnahme an Ausstellungen in der Sankt-Petersburger Abteilung vom Künstlerverband Russlands
- 1993 – Erste Einzelausstellung in den Räumlichkeiten des Leningrader Künstlerverbandes
- 1993 – Einzelausstellung in den Sälen des Palastes in Pawlowsk
- 1995–1996 – Einzelausstellungen im Museum für Geschichte und Literatur der Stadt Puschkin
- 1998 – Einzelausstellung in der Villa Neidgart (Особняк Нейдгарта) in St. Petersburg
- 1999 – Einzelausstellung im „Haus der Journalisten“ auf dem Newski-Prospekt
- 2000 – Einzelausstellung in der Altstadt-Galerie „UAW“ in Düsseldorf
- 2002 – Einzelausstellung in Mantua
- 2003 – Einzelausstellung in Berlin
- 2006 – Einzelausstellung in Aalborg (Dänemark)
- 2011 – Einzelausstellung in Philadelphia (USA)
- 2014 – Einzelausstellung in Schloss Zerbst (Sachsen/Anhalt)
- 2015 – Einzelausstellung im Russischen Haus der Wissenschaft und Kultur in Berlin